# الغواصة الألمانية يو-20 (1936)
غواصة يو-20 غواصة يو بوت ألمانية من الفئة الثانية بي بنيت ل سلاح بحرية ألمانيا النازية كريغسمارينه، في أحواض بناء السفن الألمانية التابع لفريدريش كروب في كيل خلال الحرب العالمية الثانية. تم تكليفها في 1 فبراير 1936. أثناء الحرب العالمية الثانية، أجرت عمليات ضد شحن العدو.